# Iizuna Kōgen Sukī-jō
Das Iizuna Kōgen Sukī-jō ist ein Skigebiet in den japanischen Städten Nagano und Iizuna.
Das Skigebiet wurde anlässlich des Freestyle-Skiing-Weltcups 1989/90 errichtet. 1997 war das Skigebiet Austragungsort der Freestyle-Skiing-Weltmeisterschaften. Während der Olympischen Winterspiele 1998 in Nagano fanden im Iizuna Kōgen Sukī-jō die Wettkämpfe im Freestyle-Skiing statt. Während den Buckelpisten-Wettbewerben konnten 8.000 Zuschauer vor Ort sein während den Aerials-Wettkämpfen 12.000. In der Saison 2000/01 fanden im Iizuna Kōgen Sukī-jō erneut Weltcup-Rennen statt.
Das Gebiet verfügt über sieben Lifte und eher einfachere Pisten.